# Liste der Monuments historiques in Choisies
Die Liste der Monuments historiques in Choisies führt die Monuments historiques in der französischen Gemeinde Choisies auf.

## Liste der Objekte
| Bezeichnung                                 | Beschreibung                             | Standort                 | Kennzeichnung | Schutzstatus | Datum | Bild |
| ------------------------------------------- | ---------------------------------------- | ------------------------ | ------------- | ------------ | ----- | ---- |
| Reliquienbüste des heiligen Antonius Eremit | Holz, polychrom gefasst, 18. Jahrhundert | in der Kirche St-Antoine | PM59000307    | Classé       | 1981  |      |